# Бриан, Пьер
Пьер Бриан (фр. Pierre Briant, род. 30 сентября 1940, г. Анже, Франция) — французский историк древности, эллинист и востоковед, специалист по империям Ахеменидов и Александра Македонского. Эмерит-профессор Коллеж де Франс.

## Биография
Окончил Университет Пуатье, где учился в 1960—1965 годах, со степенью агреже по истории.
В 1972 году с работой по Антигону получил докторскую степень.
В 1996 году приглашённый профессор Чикагского университета.
В 1999—2012 годах занимал кафедру в Коллеж де Франс.
Основатель сайта «achemenet.com».
Членкор французской Академии надписей и изящной словесности (1998), Британской академии (2009).
Почётный доктор Чикагского университета (1999).
Его книга «Alexander the Great and His Empire» посвящена имперским завоеваниям Александра Македонского. Книга «Darius in the Shadow of Alexander» посвящена Дарию III.
Том Холланд в Wall Street Journal называл Бриана «одним из самых блестящих историков древности, работающих сегодня».

## Работы
На англ. языке
- Alexander the Great and His Empire : A Short Introduction (пер. Amélie Kuhrt[англ.]) (2012) ISBN 9780691154459
- Darius in the Shadow of Alexander (пер. Jane Marie Todd) (2015) ISBN 9780674493094

На русском языке
- Александр Великий : Из Греции на Восток. — М.: АСТ, 2002. — 176 с. — (Открытие). — ISBN 5-271-06758-0.